# 浮躁 (小说)
《浮躁》是贾平凹的长篇小说，最初发表在1987年第一期的《收获》杂志上。该书获美孚飞马文学奖铜奖，并被选为《亚洲周刊》二十世纪中文小说一百强之一。小说设定在商州白石寨仙游川，描写了一批城乡居民和干部在大时代变迁中的起起落落。该书是作者的长篇小说处女作，约20万字。

## 情节
主人公金狗是两岔镇穷画匠的儿子，其母亲在州河上淘米身亡，他在米筛中漂流得以幸存。他参过军，复员后在州河上放排为生，胆大志大，又有些文化，引导乡亲进行维护权益的抗争。后来他得到个机会去州城报社当记者，但被迫离开恋人小水，去和田书记的侄女英英结婚。他渴望利用这个机会，以为可以和当地巩、田两大官僚家族相抗衡，虽然仍是无官无职，却可以通过报纸为乡亲们谋得公平和申诉冤屈。然而，他对小水的感情难以割舍。正在犹豫间，英英找上门来，将生米煮成熟饭并大肆张扬，金狗只好去了州城。
记者生涯使金狗成熟了，他又回到了两岔镇。好友雷大空为办皮包公司，花钱打通了各种关系，巩、田两家的势力都因为收了好处而对雷大空大行方便。雷大空终因买空卖空而东窗事发，却在供出实情前遭到暗杀，金狗也因牵连获罪，在亲友的积极奔走下才得以释放。出狱后的金狗四处调查真相，在掌握了第一手资料后，终于以雷大空事件为契机，一举扳倒了巩、田两家的势力，而自己又回到州河做了船工，想要借着改革时机，扎扎实实干一番事业。
- 上卷（游仙川 从金狗复员回乡到上州城）
- 中卷（州城   从进州城报社到出州城）
- 下卷（白石寨 从回到白石寨到金狗出狱）

## 人物表
- 金狗 复员军人 河运船组织者 州城报社记者
- 矮子画匠 金狗父亲
- 韩小水 金狗干侄女 青梅竹马
- 韩文举 小水伯父 仙游川渡工
- 麻子老爹 小水外爷 白石寨铁匠
- 和尚 不静岗寺和尚
- 关福运 船工 小水丈夫
- 雷大空 船工 城乡贸易公司经理
- 七老汉 老一代船工

- 田老六 游击队长 革命烈士
- 田老七 游击支队长 革命烈士
- 田中正 田老六外甥 两岔镇公社副主任 乡代理书记
- 田英英 田中正侄女，金狗女友
- 英英娘 田中正寡嫂，后嫁田中正
- 田有善 田老六本家兄弟 白石寨县委书记
- 蔡大安 乡信用社信贷员，船队采购
- 田一申 乡生产干事，船队州城仓库
- 陆翠翠 田中正情妇

- 巩宝山 游击支队长 地区专员
- 石虎 金狗在东阳县的战友，乡文书
- 石华 金狗在州城女友
- 老袭 通讯员，石华丈夫
- 石疙瘩 七里沟船工，外号乌面兽
- 白香香 石疙瘩在白石寨的情人
- 吴明仁 镇东头老汉
- 刘壮壮 雷大空的狱友，城乡贸易公司副经理
- 杨经理 巩专员女婿，州深有限公司经理
- 许飞豹 田老六警卫员，省军区司令员
- 许文宝 许司令儿子
- 蒋来子 田老六喂马的，农民
- 樊伯 白石寨东门口饭店
- 银狮 新一代船工
- 梅花鹿 新一代船工